# Cyphomyrmex occultus
Cyphomyrmex occultus är en myrart som beskrevs av Kempf 1964. Cyphomyrmex occultus ingår i släktet Cyphomyrmex och familjen myror. Inga underarter finns listade i Catalogue of Life.